# Phyllachora vitis
Phyllachora vitis är en svampart som beskrevs av M.S. Patil & A.B. Pawar 1987. Phyllachora vitis ingår i släktet Phyllachora och familjen Phyllachoraceae.   Inga underarter finns listade i Catalogue of Life.